# Mont Baxter
Pour les articles homonymes, voir Baxter.
Le mont Baxter est une montagne située au sud du canyon O'Kane où elle forme une partie arrondie de l'escarpement est du chaînon Eisenhower, dans la chaîne du Prince-Albert, en terre Victoria en Antarctique.